# Kliffen van Moher

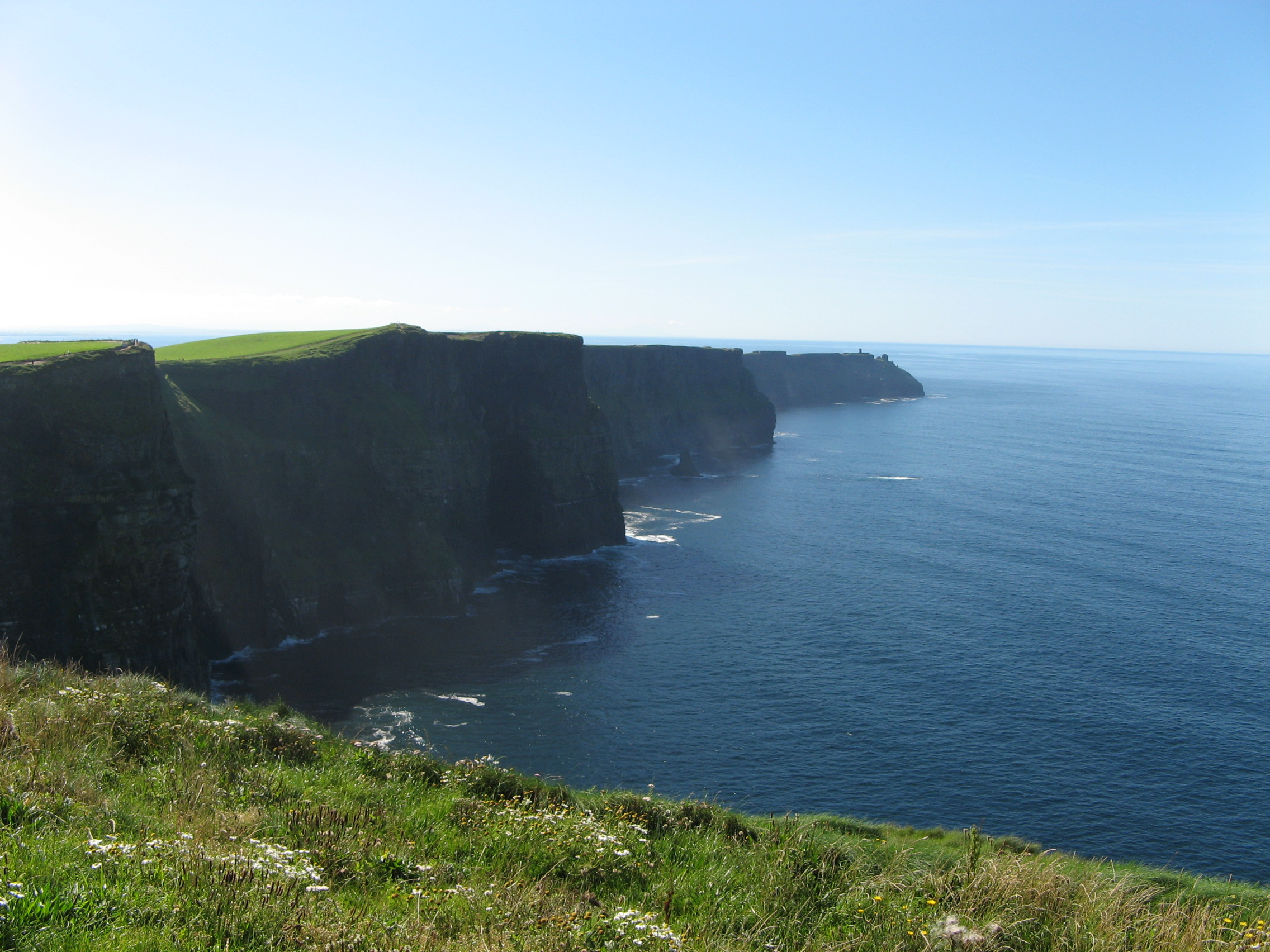
Kliffen van Moher, gezicht op het zuiden

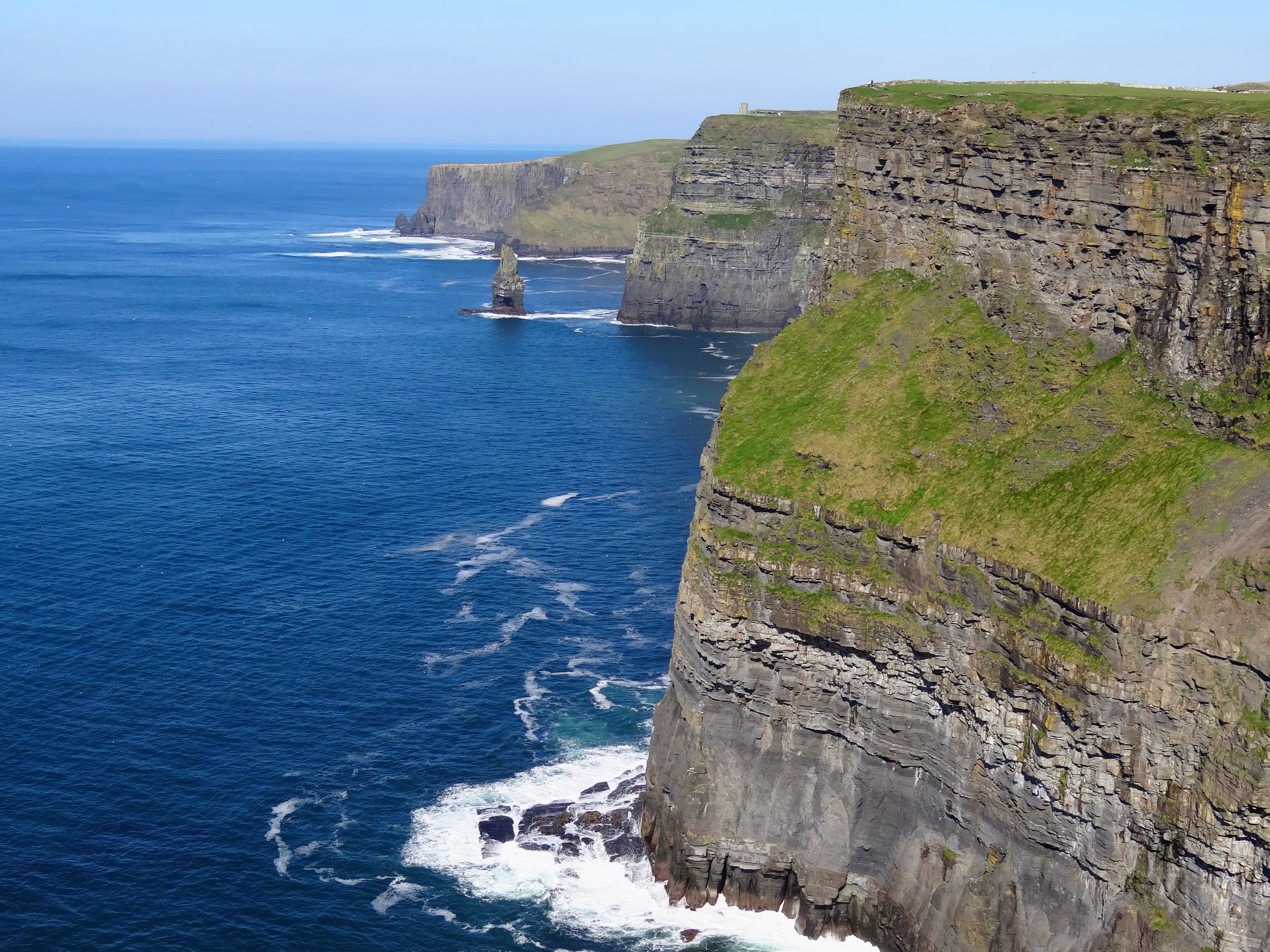

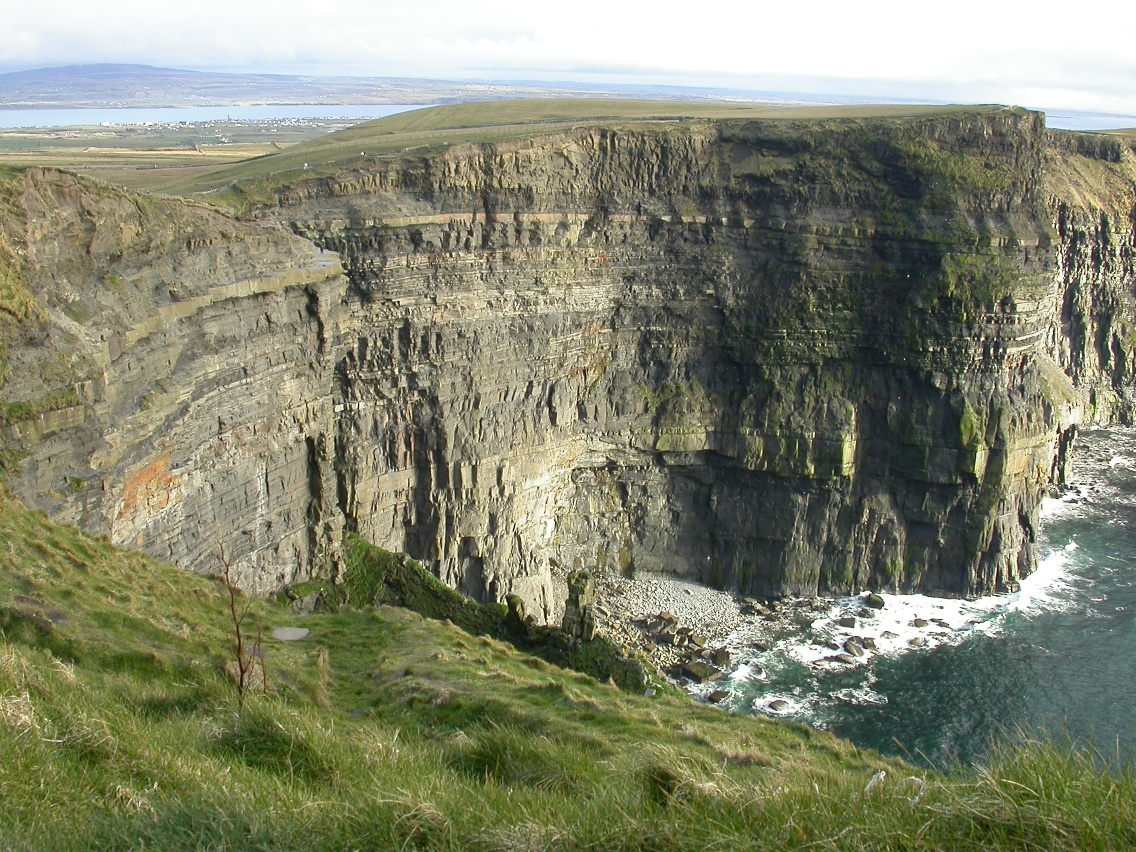
Kliffen van Moher, gezicht op het oosten

De Kliffen van Moher (Engels: Cliffs of Moher, Iers: Aillte an Mhothair), gelegen in het graafschap Clare in Ierland behoren tot de hoogste klifkusten in Europa. De kliffen bestaan uit kalksteen en strekken zich uit over een lengte van acht kilometer aan de Ierse westkust, tussen de dorpen Doolin en Liscannor. De kliffen grenzen aan de Burren.
De kliffen rijzen 120 meter op uit de Atlantische Oceaan bij Hag's Head. Het hoogste punt ligt op 214 m. Halverwege ligt O'Brien's Tower, een ronde stenen uitkijktoren, die in 1835 werd gebouwd door Cornelius O'Brien. Hij deed dat ten gerieve van de vele toeristen die ook toen al de kliffen bezochten. De kliffen behoren tot de meest bezochte plekken in Ierland.
Vanuit O'Brien's Tower zijn bij helder weer de Araneilanden in de Baai van Galway en de Twelve Bens in het graafschap Galway goed te zien.
De kliffen zijn een goed voorbeeld van erosie door de zee. Men kan de sedimentaire lagen tellen en er liggen duizenden jaren aan geologie als een open boek klaar.
De kliffen zijn een natuurlijk monument van Ierland.

## Zie ook

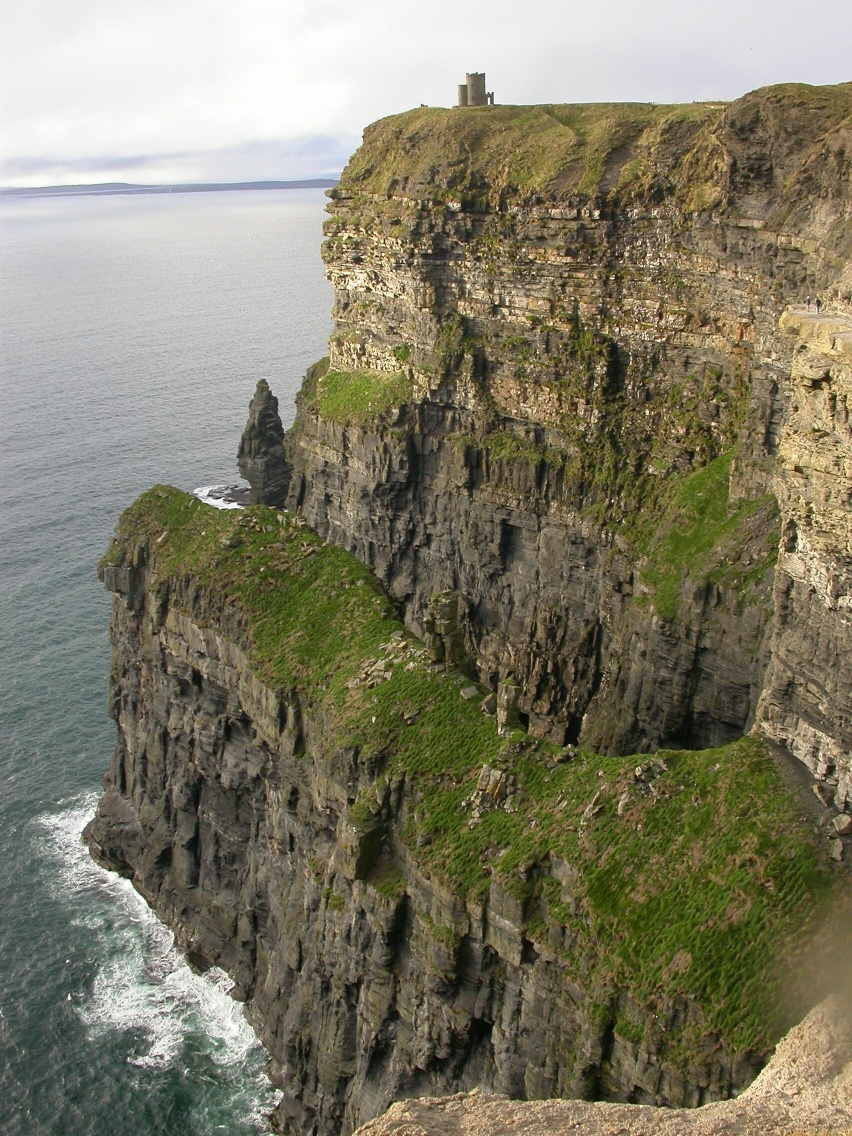
O'Brien's Tower op de kliffen